# Гамбоа, Делио
Де́лио Гамбо́а Рентери́я (исп. Delio Gamboa Rentería; 28 января 1936, Буэнавентура, Валье-дель-Каука — 23 августа 2018, Кали) — колумбийский футболист, выступавший на позиции атакующего и левого полузащитника. Признаётся многими экспертами в числе лучших колумбийских футболистов XX века. Участник чемпионата мира 1962 года и двух чемпионатов Южной Америки.

## Биография

### Клубная карьера
Делио Гамбоа начал играть в футбол в родном городе и в 19 лет выступал за сборную департамента Валье-дель-Каука, с которым стал победителем любительского чемпионата страны. После этого успеха Делио решил перейти на профессиональный уровень. Вначале он не смог попасть в «Америку Кали» из-за своего негритянского происхождения, поскольку в те времена в калийском футболе сохранялись расовые предрассудки.
В 1957 году Делио подписал контракт с «Атлетико Насьоналем» из Медельина. В 1959 году, по рекомендации Эфраина Санчеса, игравшего в «Атласе», Гамбоа перешёл в мексиканскую команду «Депортиво Оро». Команда из Гвадалахары набирала силу на рубеже десятилетий и сумела приобрести талантливого колумбийца. По итогам своего пребывания в Мексике Гамбоа дважды подряд был признан лучшим легионером чемпионата. В «Оро» играл в паре с Марино Клингером, с которым ещё в 1956 году выиграл любительский чемпионат Колумбии.
В 1961 году Делио вернулся на родину. Он стал ключевым игроком в составе столичного «Мильонариоса», который четыре раза подряд, с 1961 по 1964 год, становился чемпионом Колумбии. Также в 1963 году «миллионеры» выиграли и Кубок Колумбии, оформив «золотой дубль». В 1966 году Гамбоа перешёл в «Санта-Фе» и в первый же год помог новой команде выиграть чемпионат Колумбии — пятый для самого футболиста. В последние годы клубной карьеры «Маравилья» (то есть «Чудо») выступал за «Онсе Кальдас» и «Депортес Толиму». Завершил профессиональную карьеру в 1973 году в «Мильонариосе».
В общей сложности сыграл 452 официальных матча и забил 166 голов в чемпионате и Кубке Колумбии.
С 1989 по 2009 год работал тренером молодёжной команды «Мильонариоса».

### Карьера в сборной
Дебютировал в сборной Колумбии 13 марта 1957 года в матче в игре Судамерикано-1957 против Аргентины. Несмотря на то, что в первой же игре Делио отметился забитым голом, «кафетерос» крупно уступили более мощному сопернику со счётом 8:2. На том турнире Гамбоа, как правило, был игроком основного состава, лишь однажды выйдя на замену в матче против Чили. В игре с Эквадором Гамбоа оформил дубль и помог своей команде одержать победу 4:1. Колумбия финишировала на пятом месте из семи участников чемпионата.
Участвовал вместе со своей сборной в финальном турнире чемпионата мира 1962 года. Сыграл весь первый матч против Уругвая 30 мая 1962 года в групповом турнире и больше на поле не появлялся. Уругвайцы одержали победу 2:1. Колумбийская команда сыграла вничью со сборной СССР (4:4) и крупно уступила Югославии (0:5) и не сумела выйти из группы на своём дебютном Мундиале.
В 1963 году во второй раз сыграл на континентальном чемпионате. На этот раз Колумбия финишировала на последнем (седьмом) месте в турнире и не сумела одержать ни одной победы. Делио Гамбоа отличился забитым голом в ворота сборной Бразилии, но это не спасло от крупного поражения — 1:5.
Последнюю игру в составе «кафетерос» Делио Гамбоа провёл 11 декабря 1966 года против Чили. В этом матче отборочного турнира к ЧЮА-1967 колумбийцы сыграли вничью 0:0, но из-за поражения в первой игре 2:5 не сумели квалифицироваться на турнир в Уругвае. Всего в национальной команде Гамбоа сыграл 24 матча и забил семь голов.

## Личная жизнь
Был женат на Сенайде Фахардо, у пары было несколько детей. После её смерти в поздние годы переехал жить к младшему сыну в Кали.
Скончался 23 августа 2018 года в Кали на 83-м году жизни.

## Титулы и достижения
- Чемпион Колумбии (5): 1961, 1962, 1963, 1964, 1966
- Обладатель Кубка Колумбии: 1963